# Séron
Séron település Franciaországban, Hautes-Pyrénées megyében. Lakosainak száma 331 fő (2022. január 1.). Séron Bédeille, Aast, Lombia, Ponson-Debat-Pouts, Ponson-Dessus, Saubole és Escaunets községekkel határos.

## Népesség
A település népessége az elmúlt években az alábbi módon változott:
| Lakosok száma | 324  | 328  | 331  | 327  | 333  | 332  | 338  | 335  | 331  |
|               | 2013 | 2015 | 2016 | 2017 | 2018 | 2019 | 2020 | 2021 | 2022 |